# محمد بن الأمين بوخبزة
أبو أويس محمد بن الأمين بوخبزة العمراني الحسني التطّاوني (ولد في 26 ربيع الأول 1351 هـ / يوليو 1932. تطوان - 6 جمادى الآخرة 1441 هـ / 30 يناير 2020) من علماء أهل السنة في المغرب، وهو محقق وباحث مدقق، من مشاهير رجالات العلم والثقافة العربية الإسلامية، ومن العلماء المشهود لهم بالإحاطة الواسعة بمحتويات خزائن الكتب العربية الإسلامية قديمها وحديثها، مخطوطها ومطبوعها.

## مسيرته

### نشأته
ينتهي نسبه إلى عبد الله بن إدريس مرورا بعمران (وإليه النسبة «العمراني») ومن ناحية والدته من العَلَمِيِّين. ولد بتطوان بدرب الجُعَيْدي بحي العيون، وهو رابع إخوته الأشقاء: عبد الله (توفي صغيرا)، وعائشة، ومصطفى، ومحمد، وعبد الله، وبعد خمس سنوات خُتِن على يد المعلِّم محمد الحَسْكي التطواني، وفي السنة التالية أُدْخِلْ الْمسِيدْ فتلقى مبادئ القراءة والكتابة والحساب والدين وبعضَ قصار المفصّل على الفقه المجوِّد الحاج أحمد بن الفقيه المقرئ المعدَّل الأستاذ السيد عبد السلام الدُّهْرِي، الذي كان يختار للإمامة بالحجاج في البواخر التي كانت ترسلها إسبانيا في أول حكم فرَانْكُو للحج دعايةً وسياسة، وبعد وفاة الفقيه الدُّهري واصل على الفقيه محمد بن الراضي الحسّاني، وبعده على الفقيه محمد بن عمر بن تَاوَيْت الودراسي، وعليه أتمم حفظ القرآن وسرده كلَّه أمامه على العادة الجارية، وبعد وفاته استمر في القراءة على خَلَفه محمد زيان، ولم يمكث معه إلا قليلا حيث أتمم حفظ بعض المتون العلمية كالآجرومية، والمرشد المعين على الضروري من علوم الدين، والخلاصة وهي ألفية ابن مالك، وبعض مختصر خليل في الفقه المالكي، ثم التحق بالمعهد الديني بالجامع الكبير ومكث فيه نحوَ عامين تلقى خلالها دروساً نظامية مختلفة، وكان قبل التحاقه بالمعهد قد أخذ عن والده النحو بالآجرومية والألفية إلى باب الترخيم حيث توفي، كما أخذ دروسا في الفقه المالكي بالمرشد المعين لعبد الواحد بن عاشر، على الفقيه القاضي (بعد الاستقلال) عبد السلام بن أحمد علال البَختي الودْراسي، ودروسا أخرى في النحو على المختار الناصر الذي كان مدرسا للبنات بالمدرسة الخيرية بتطوان.
وكان يقرأ عليه وهو في أول عهده بالطلب بالزاوية الفاسية بالطَّرَنْكَات، وكان يطيل الدرس إلى أن ينام أغلب الطلبة، حسب رواية بوخبزة، كما قرأ على الأديب الكاتب الشاعر الناثر الفقيه المعدَّل ابن علال، وقبل هذا وبعده حضر دروسا في الحديث والسيرة على الفقيه المؤرخ وزيد العدلية السيد الحاج أحمد بن محمد الرَّهوني، وقرأ على الفقيه المدرس محمد بن محمد الفَرْطاخ اليَدْرِي، كما انتفع بدروس تقي الدين الهلالي حيث تلقى عليه دروسا في التفسير والحديث والأدب، وأحدث الهلالي بتطوان نهضة أدبية، وشغل الناس بآرائه وأفكاره، وعاش بوخبزة أجواء الانتقادات التي وجهها الفقهاء والصوفية للهلالي وانتقاداته وهجائه لهم، كما انتفع بوخبزة بتوجيهات الأديب الوزير محمد بن عبد القادر بن موسى المنبهي، الذي كان يملي عليه قصائده وأشعاره.

### نشاطه المهني والسياسي
وفي فاتح رجب 1367 هـ توفي والده فتقلص نشاطه وتأخر عن كثير من دروسه انشغالا بوالدته وإخوته، لكنه لم ينقطع عن الدراسة والمطالعة، وفي سنة 1370 هـ زار مدينة فاس ومكث بها أياما أخذ فيها دروسا على الفقيه محمد بن العربي العلَوي بالقرويين في أحكام القرآن لابن العربي، وبعد ذلك عرض عليه الفقيه القاضي أحمد بن تاوَيْت العمل معه ككاتب بعد أن عينته وزارة العدل قاضيا، فقبل وعمل معه.
وفي فاتح جمادى الأولى 1374 هـ في 27 ديسمبر 1954م أصدر مجلة «الحديقة» أدبية ثقافية دامت خمسة أشهر؛ وتوقفت في رمضان عامه. وكان قبل ذلك قد أصدر بالمعهد الديني أول مجلة خطية باسم «أفكار الشباب»، وبعد خروجه من المعهد اتصل به جماعة من الطلبة وعرضوا عليه المشاركة في نشاطهم الثقافي، وكان يتولى إدارة المعهد أستاذ متعاون مع الإدارة الإسبانية، فحاصر نشاطهم برقابته المستمرة.
كما أصدر جريدة «البرهان» خطية لانتقاد سياسة الاستعمار الإسباني في التعليم واضطهاد الطلبة، والتضييق عليهم، ولم يصدر منها إلا عدد أول، فكتب مدير المعهد رسائل إلى رئيس الاستعلامات الإسباني بِـلْدا يُخبره فيها باستفحال نشاط الطلبة السياسي وصدور الجريدة وما يكتُبه فيها بوخبزة وهو غير طالب بالمعهد وكونه متهم بالوطنية، من مقالات تمس سياسية إسبانيا، فاستدعاه الأمين التمسماني مدير للمعهد الديني الإسلامي وهدده، ولما أيِسَ منه كتب إلى الباشا «اليزيد بن صالح الغُماري» بمثل ما كتب به إلى «بِلدا» فسأله الباشا عن التهمة فأجابه بأن رئيس الاستخبارات الإسباني سبقه إلى التحقيق في هذه القضية ولم يجد شيئا، فغضب الباشا واحتدّ، وأمر به إلى السجن وتدخلُّ بعض الأعيان واطلق سراحه.

### تفرغه للكتابة
بعد هذه الأحداث انقطع عن كل نشاط من هذا القبيل وركز على التدريس والكتابة، ونشر مقالات كثيرة في عدة صحف ومجلات كمجلة لسان الدين التي كان يصدرها تقي الدين الهلالي والذي خلفه على رئاسة تحريرها بعد سفره عبد الله كنّون ومجلة «النصر» و «النبراس»، وأخيرا جريدة «النور» وغيرها، كما نظم قصائد وأنظام كثيرة معظمها في الإخوانيات ضاع أكثرها.
واهتم بالمحدث أحمد بن الصديق الغماري وأُعجب بسعة اطلاعه ورسوخ قدمه في علوم الحديث، فكاتبه وجالسه وأجازه إجازة عامة بما تضمنه فهرسه الكبير والصغير.

## مؤلفاته
من مؤلفاته
- جراب الأديب السائح وثمار الألباب والقرائح، في 15 مجلدا.
- الشذرات الذهبية في السيرة النبوية.
- صحيفة سوابق وجريدة بوائق. من جزئين.
- فتح العلي القدير في التفسير (وهو تفسير لبعض سور القرآن الكريم).
- نظرات في تاريخ المذاهب الإسلامية.
- ملامح من تاريخ علم الحديث بالمغرب.
- نشر الإعلام بمروق الكرفطي من الإسلام.
- الأدلة المحررة على تحريم الصلاة في المقبرة.
- أربعون حديثا نبوية في نهي عن الصلاة على القبور واتخادها مساجد وبطلان الصلاة فيها.
- دروس في أحكام القرآن من سورة البقرة.
- نقل النديم وسلوان الكظيم.
- رونق القرطاس ومجلب الإيناس.
- تحصين الجوانح من سموم السوائح. (وهي تعقيبات على رسالة السوائح لعبد العزيز بن الصديق).
- إبراز الشناعة المتجلية في المساعي الحميدة في استنباط مشروعية الذكر جماعة.
- ديوان الخطب.
- النقد النزيه لكتاب تراث المغاربة في الحديث وعلومه.
- الجواب المفيد للسائل والمستفيد .(باشتراك مع الشيخ أحمد بن الصديق).
- تعليقات وتعقيبات على الأمالي المستظرفة على الرسالة المستطرفة. للشيخ ابن الصديق الغماري.
- استدراك على معجم المفسرين، طبع في بيروت من جزئين بعد أن تصرف فيه. نشرته المنظمة الإسلامية.
- عجوة وحشف.
- رحلاتي الحجازية.
- إيثار الكرام بحواشي بلوغ المرام.
- التوضيحات لما في البردة والهمزية من المخالفات.

### تحقيقاته
- تحقيق جزء من التمهيد لما في الموطأ من المعاني والأسانيد للحافظ ابن عبد البر النمري.
- تحقيق أجزاء من الذخيرة للقرافي المالكي طبع في 13 مجلدا.
- تحقيق أربعون حديثا في الجهاد لعلي بركة الأندلسي.
- تحقيق الرسالة الوجيزة المحررة في أن التجارة إلى أرض الحرب وبعث المال إليها ليس من فعل البررة للفقيه محمد الرهوني.
- تحقيق وصية بن عمار الكلاعي لابنه.
- تعليق على الرائية لابن المقرئ اليمني في الرد على الاتحاديين.
- تحقيق جزء من النوادر والزيادات لابن أبي زيد القيرواني. طبع في 14 مجلدا.
- فهرس مخطوطات خزانة تطوان.
- تحقيق شهادة اللفيف لأبي حامد العربي الفاسي.
- تحقيق شرح القاضي عبد الوهّاب على الرسالة لابن أبي زيد القيرواني.
- تحقيق سراج المهتدين لابن العربي المعافري.

## وصلات خارجية
- موقع العلامة أبو أويس بو خبزة
- صفحة الشيخ محمد بوخبزة على الفيسبوك  على فيسبوك.